# Tadeusz Białoszczyński

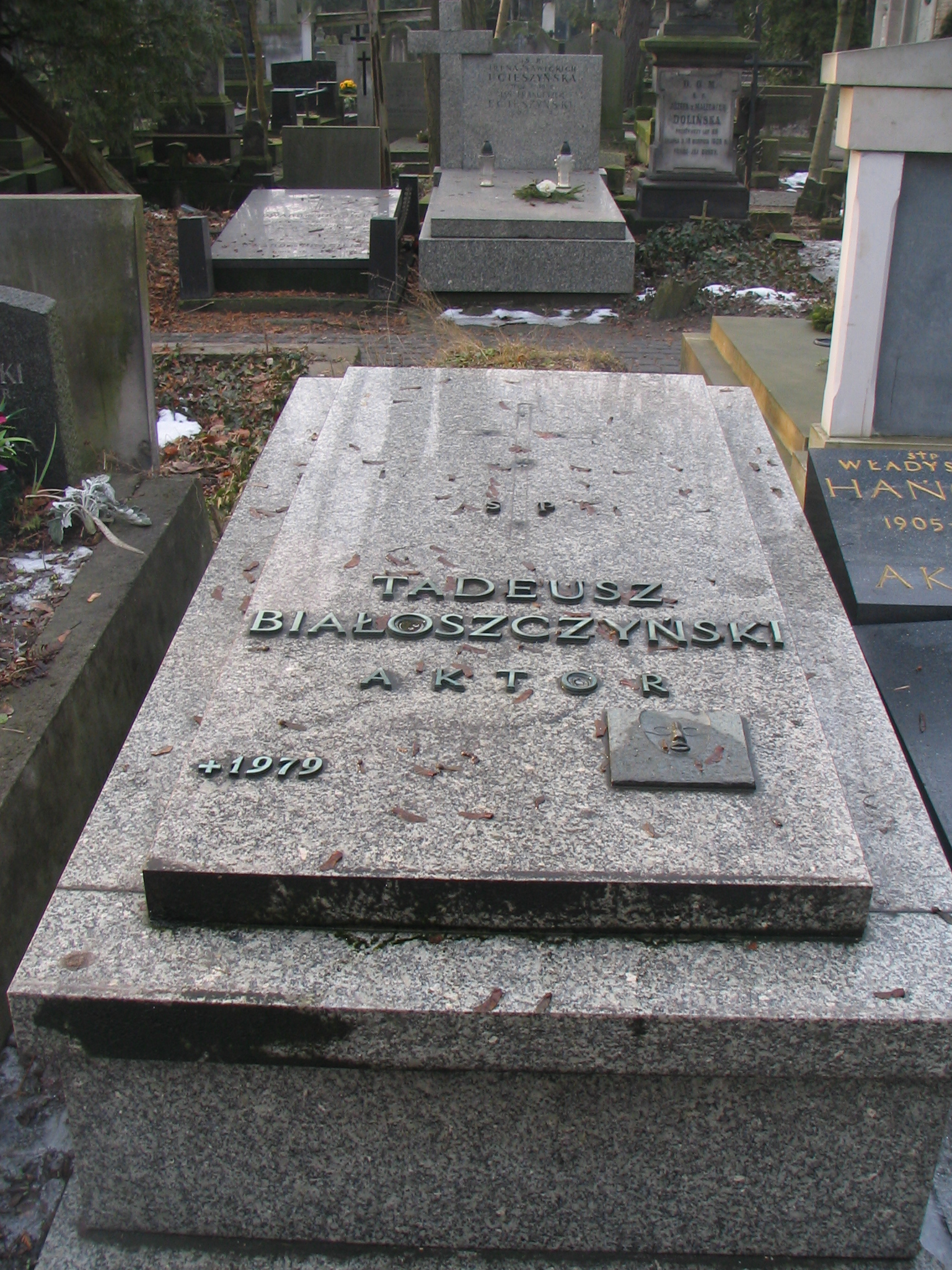
Grób Tadeusza Białoszczyńskiego na cmentarzu Powązkowskim w Warszawie

Tadeusz Białoszczyński (ur. 25 listopada 1899 w Tamanowicach, zm. 24 stycznia 1979 w Warszawie) – polski aktor teatralny, filmowy, telewizyjny i radiowy.

## Życiorys

### Młodość
Urodził się w rodzinie Jana, rolnika, urzędnika skarbowego, i Marii z Sieńczaków. Ukończył Gimnazjum św. Jacka i Miejską Szkołę Dramatyczną w Krakowie. 25 czerwca 1921 wystąpił w roli Gustawa we fragmencie Dziadów – spektaklu wystawionego w szkole.

### Debiut na scenie
Oficjalnie na scenie zadebiutował 10 września 1921 w przedstawieniu Burmistrz Stylmondu w roli Karola von Schaunberg na deskach Teatru Miejskiego im. Juliusza Słowackiego w Krakowie. Z teatrem tym związany był do 1924, po czym przeniósł się do Teatru Miejskiego w Łodzi, gdzie występował do 1927. W latach 1927–1929 był aktorem teatrów warszawskich: Polskiego i Małego, a później przez rok występował w Wilnie w Teatrze na Pohulance i Teatrze Lutnia. Od 1927 współpracował także z Polskim Radiem.
W latach 1923–1926, 1931–1932 i 1936–1937 był aktorem łódzkiego Teatru Miejskiego, występując też gościnnie w Warszawie. następnie występował kolejno w Teatrach Miejskich we Lwowie (1932–1936) oraz równolegle w Teatrze Narodowym i Nowym w Warszawie (1937–1939). W filmie zadebiutował w 1937.

### II wojna światowa
W czasie II wojny światowej imał się różnych zajęć, pracując jako szatniarz, robotnik i urzędnik. Grał też w jawnych teatrach – Komedia, Maska i Nowości. Po powstaniu warszawskim został przetransportowany do obozu w Zakroczymiu.

### Okres powojenny
W 1945 musiał poddać się leczeniu, które odbył w Łodzi i Zakopanem. Następnie związał się z teatrami krakowskim, a w 1952 przeniósł się do Warszawy. Wystąpił w wielu słuchowiskach Teatru Polskiego Radia i spektaklach Teatru Telewizji. 1 września 1975 przeszedł na emeryturę, ale występował jeszcze gościnnie. 9 września 1976 obchodził pięćdziesięciolecie pracy na scenie. Pochowany na cmentarzu Powązkowskim w Warszawie (kwatera 167-3-4).
Zapamiętany został jako aktor obdarzony głosem o pięknym brzmieniu i świetną dykcją, co często doceniali krytycy.

### Role w filmach oraz serialach telewizyjnych
Znany jest też z ról w filmach i serialach telewizyjnych, m.in. z roli księcia mazowieckiego Janusza I w polskim filmie historycznym Krzyżacy w reż. Aleksandra Forda (1960), wystąpił także w Czarnych chmurach, Ziemi obiecanej i Pannach z Wilka. Partnerował Zofii Lindorf w przedwojennym melodramacie Trzy serca (kamerdyner Aleksander i jego żona Michalinka), grając w tej produkcji z Elżbietą Barszczewską, Jerzym Pichelskim i Aleksandrem Żabczyńskim. Jedną z jego najbardziej znanych ról była rola pułkownika Herberta Reinera w odcinku pt. Żelazny Krzyż w serialu telewizyjnym Stawka większa niż życie.

## Spektakle teatralne (wybór)

### Teatr Miejski im. J. Słowackiego w Krakowie
- 1921: Burmistrz Stylmondu jako Karol von Schaunberg
- 1922: Ulica Dziwna jako Aptekarz; Abel (reż. Teofil Trzciński)
- 1923: Janosik jako Kuba (reż. T. Trzciński)
- 1923: Cyd jako Don Arias (reż. Stanisława Wysocka)
- 1924: Świerszcz za kominem (reż. S. Wysocka)

### Teatr Polski w Warszawie
- 1928: Ostatnia nowość jako Feliks (reż. Jerzy Leszczyński)
- 1929: Cudowny pierścień jako Leśny Dziadek (reż. Janusz Warnecki)
- 1929: Samuel Zborowski jako Wapowski; Poseł; Żołnierz (reż. Leon Schiller)
- 1929: Opera za trzy grosze jako Matyjas Kikut (reż. L. Schiller)
- 1932: Samuel Zborowski jako Lucyfer, Adwokat sprawy (reż. Wacław Radulski)

### Teatr Wielki we Lwowie
- 1932: Tak było i będzie jako ojciec (reż. Jerzy Gołaszewski)
- 1932: Powrót Odysa jako Eumej (reż. Janusz Strachocki)
- 1932: Weimar jako Konrad (reż. J. Gołaszewski)
- 1932: Rozkosz uczciwości jako Angelo Baldowino (reż. Bronisław Dąbrowski)
- 1933: Samum jako Laurency (reż. J. Gołaszewski)
- 1933: Zbójcy jako Franciszek (reż. W. Radulski)
- 1933: Cezar i Kleopatra jako Juliusz Cezar (reż. J. Strachocki)
- 1933: Opera za trzy grosze jako pastor (reż. W. Radulski)
- 1933, 1935: Fräulein Doktor jako porucznik Engel (reż. J. Warnecki)
- 1933: Kapitan z Koepenick jako Hoprecht (reż. B. Dąbrowski)
- 1933: Cyd (reż. J. Strachocki)
- 1933: Bachantki jako Dionizos (reż. W. Radulski)

### Teatr Rozmaitości we Lwowie
- 1933: Poszukujemy zdolnego włamywacza jako Leo (reż. Władysław Krasnowiecki)

### Teatr Komedia w Warszawie
- 1943: Z miłości – niedostatecznie jako Petrowicz (reż. Zygmunt Chmielewski)
- 1943: Matura jako dyrektor Hoffenreich (reż. Stanisława Perzanowska)

### Stary Teatr im. Heleny Modrzejewskiej w Krakowie
- 1945: Masław jako Masław (reż. J. Warnecki)
- 1945: Nowy rok bieżący jako Tadeusz Kościuszko (reż. J. Warnecki)
- 1946: Jason jako Jack Jason (reż. Krystyna Zelwerowicz)
- 1946: Orfeusz jako Orfeusz (reż. Władysław Woźnik)
- 1947: Odys u Feaków jako Demodok (reż. Józef Karbowski)
- 1948: Harry Smith odkrywa Amerykę jako Harry Smith (reż. Władysław Krzemiński)
- 1949: Odwety jako Jagmin (reż. Roman Zawistowski)
- 1949: Niemcy jako profesor Sonnenbruch (reż. B. Dąbrowski)

### Teatr im. Juliusza Słowackiego w Krakowie
- 1947: Dom otwarty jako Władysław Żelski (reż. zespołowa)
- 1947: Chory z urojenia jako Molier (reż. Wacław Nowakowski)
- 1947: Judasz z Kariothu jako Joazar (reż. J. Karbowski)
- 1948: Sen nocy letniej jako Oberon (reż. B. Dąbrowski)
- 1950: Balladyna jako Fon Kostryn (reż. B. Dąbrowski)
- 1952: Zemsta jako Rejent Milczek (reż. Henryk Szletyński)

### Teatr Polski w Poznaniu
- 1950: Hamlet jako Hamlet (reż. Wilam Horzyca)

### Teatr Współczesny w Warszawie
- 1952: Droga do Czarnolasu jako wojewoda (reż. Erwin Axer)
- 1953: Domek z kart jako Bruno Sztorc (reż. E. Axer)
- 1954: Pensja pani Latter jako Eugeniusz Arnold Latter (reż. E. Axer)

### Teatr Narodowy
- 1955: Niemcy jako profesor Sonnenbruch (reż. E. Axer)
- 1955: Maria Stuart jako Wilhelm Cecil (reż. W. Krasnowiecki)
- 1956: Kordian jako I osoba prologu (reż. E. Axer)
- 1958: Wyzwolenie jako Konrad (reż. W. Horzyca)

### Teatr Domu Wojska Polskiego w Warszawie
- 1955: Wesele jako Gospodarz (reż. Maryna Broniewska, Jan Świderski)

### Teatr Polski w Warszawie
- 1959: Mewa jako Piotr Sorin (reż. R. Zawistowski)
- 1960: Noc listopadowa jako Chłopicki (reż. Kazimierz Dejmek)
- 1960: Improwizacja paryska jako Jouvet (reż. Zbigniew Hübner)
- 1961: Wesele jako Wernyhora (reż. Jerzy Rakowiecki)
- 1962: Dwa teatry jako dyrektor teatru (reż. Kazimierz Braun)
- 1963: Profesja pani Warren jako Samuel Gardner (reż. Władysław Hańcza)
- 1964: Makbet jako Rosse (reż. E. Axer)
- 1966: Irydion jako Masynissa (reż. Jery Kreczmar)
- 1968: Lilla Weneda jako Harfiarz (reż. August Kowalczyk)

### Teatr Powszechny w Warszawie
- 1975: Sprawa Dantona jako Fabre (reż. Andrzej Wajda)
- 1976: Odpocznij po biegu jako zakonnik (reż. Z. Hübner)
- 1978: Burza jako Gonzalo (reż. Ryszard Major)

## Filmografia

### Filmy (lata 1937–1939)
- 1937: Dziewczęta z Nowolipek jako Różycki
- 1937: Płomienne serca jako kapitan Śmigielski
- 1938: Florian jako graf von Freden
- 1938: Kościuszko pod Racławicami jako Tadeusz Kościuszko
- 1939: Trzy serca jako lokaj Aleksander

### Filmy (od 1951)
- 1951: Młodość Chopina jako Joachim Lelewel
- 1954: Domek z kart jako Bruno Sztorc
- 1954: Uczta Baltazara jako Tomczyński
- 1956: Pożegnanie z diabłem jako Bartoszek
- 1956: Trzy kobiety jako kapitan Roman Obersztyn
- 1957: Król Maciuś I jako premier
- 1958: Dwoje z wielkiej rzeki jako szyper Kujawa „Wiślak”
- 1959: Sygnały jako profesor Biernacki
- 1960: Krzyżacy jako Janusz I Mazowiecki
- 1961: Historia żółtej ciżemki jako Kazimierz IV Jagiellończyk
- 1961: Przeciwko bogom jako lekarz wojskowy
- 1963: Daleka jest droga jako generał brytyjski
- 1963: Mansarda jako hrabia
- 1965: Powrót doktora von Kniprode jako stryj Helmuta von Kniprode
- 1968: Ortalionowy dziadek jako pan Aleksander
- 1970: Epilog norymberski jako Wilhelm Keitel
- 1971: Agent nr 1 jako metropolita Damaskinos
- 1971: Złote Koło jako profesor Krauswert, patolog
- 1972: Droga w świetle księżyca jako Łukasz, lokaj Starzeńskich
- 1974: Gniazdo jako margrabia Geron
- 1974: Koniec wakacji jako profesor Pilarski „Parasol”
- 1974: Ziemia obiecana jako ojciec Karola
- 1975: Opadły liście z drzew jako profesor
- 1976: Zagrożenie jako sędzia
- 1977: Sprawa Gorgonowej jako Alfred Jendl, przewodniczący składu sędziowskiego w Krakowie
- 1979: Panny z Wilka jako wuj Wiktora

### Seriale telewizyjne
- 1965: Podziemny front jako stryj Helmuta von Kniprode
- 1968: Stawka większa niż życie jako pułkownik Herbert Reiner
- 1969: Gniewko, syn rybaka jako Bogusza, sędzia pomorski
- 1973: Czarne chmury jako chorąży Odrowąż
- 1974: Ile jest życia jako przeor klasztoru w Nowej Hucie

### Polski dubbing
- 1958: Diabelski wynalazek jako Artigas
- 1959: Marianna moich marzeń jako Rycerz
- 1970: Kremlowskie kuranty jako Zabielin

## Ordery i odznaczenia
- Krzyż Komandorski Orderu Odrodzenia Polski (1964)[4]
- Krzyż Oficerski Orderu Odrodzenia Polski (22 lipca 1952)[5]
- Medal 10-lecia Polski Ludowej (19 stycznia 1955)[6]
- Odznaka "Zasłużony dla Teatru Polskiego" (1976)[7]

## Nagrody
- 1953: Nagroda Państwowa III stopnia (zespołowa) za udział w realizacji (rola Brunona Sztorca) przedstawienia Domek z kart Emila Zegadłowicza i Marii Koszyc w Teatrze Współczesnym w Warszawie
- 1978: nagroda prezesa Komitetu ds. PRiTV za całokształt działalności artystycznej w programach PR i TVP